# Radio St. Lucia
Radio St. Lucia war eine öffentlich-rechtliche Hörfunkanstalt in St. Lucia am Morne Castries, die von 1972 bis 2017. Anfangs war der Sender der einzige auf der Insel. Das Programm war ein Mix von Nachrichten, Musik und Talk. Ursprünglich wurde der Sender von der Regierung von St. Lucia geführt, aber später privatisiert und am 31. Juli 2017 aufgrund von Steuerschulden und Inrentabilität geschlossen.
Auf St. Lucia gibt es gegenwärtig die Radiosender 92.3 Liberty FM, Real Strong Radio, Hot Caribbean FM, Fire Online Radio und UnityFM St Lucia.